# القنعة (الطويلة)

تعديل مصدري - تعديل

القنعة هي إحدى قرى عزلة القصبة بمديرية الطويلة التابعة لمحافظة المحويت، بلغ تعداد سكانها 415 نسمة حسب تعداد اليمن لعام 2004.